# Orthonevra hissarica
Orthonevra hissarica är en tvåvingeart som först beskrevs av Stackelberg 1952.  Orthonevra hissarica ingår i släktet glansblomflugor, och familjen blomflugor.
Artens utbredningsområde är Tadzjikistan. Inga underarter finns listade i Catalogue of Life.